# Zofia Waszkiewicz
Zofia Joanna Waszkiewicz z d. Schmidt (ur. 4 stycznia 1944 w Łowiczu) – profesor zwyczajny nauk historycznych, specjalizująca się w historii Polski i powszechnej XX wieku oraz religiach świata.
W 1961 roku ukończyła I Liceum Ogólnokształcące im. Bolesława Chrobrego w Grudziądzu, po czym podjęła studia historyczne na Uniwersytecie Mikołaja Kopernika w Toruniu. Ukończyła je w 1966 roku i podjęła pracę na stanowisku asystenta stażysty na Wydziale Humanistycznym tej uczelni. W 1975 roku uzyskała na UMK stopień doktora nauk humanistycznych, tematem jej rozprawy była Polska polityka Watykanu w latach 1939-1945, a promotorem Witold Łukaszewicz. Stopień doktora habilitowanego uzyskała w roku 2000, na podstawie rozprawy Duszpasterstwo w siłach zbrojnych Drugiej Rzeczypospolitej (1918-1939). Stanowisko profesora nadzwyczajnego otrzymała w 2002 roku, a tytuł profesora nauk humanistycznych w 2009 roku.  
Zofia Waszkiewicz jest autorem unikatowej, opartej na watykańskich materiałach źródłowych publikacji Polityka Watykanu wobec Polski 1939-1945. Mimo upływu czasu jest to jedna z najważniejszych i najlepiej opracowanych prac dotycząca tego okresu w Polsce.   
Przebywała na stypendiach we Włoszech, m.in. na Uniwersytecie w Padwie (1981) oraz w Ferrarze (1988).
W latach 2004–2015 pełniła funkcję kierownika Zakładu Historii Polski i Powszechnej 1918 - 1944/1945 Uniwersytetu Mikołaja Kopernika. 
Jest członkiem Towarzystwa Naukowe w Toruniu (od 1972 roku) oraz Polskiego Towarzystwa Historycznego.

## Wybrane publikacje
- Działalność dyplomatyczna Watykanu w pierwszych miesiącach pontyfikatu Piusa XII (1976)
- Z problematyki dziejów społeczno-politycznych Ziemi Dobrzyńskiej w okresie II Rzeczypospolitej (1979)
- Z dziejów ruchu oporu w Toruniu i powiecie toruńskim podczas okupacji hitlerowskiej (1980)
- Polityka Watykanu wobec Polski 1939-1945 (1980, ISBN 83-01-01221-8)
- Partie polityczne na Kujawach Wschodnich i Ziemi Dobrzyńskiej w latach 1918-1939 (1982)
- Żydzi Dobrzynia i Golubia: opowieść o świecie nie istniejącym (1993)
- Nadwiślańska Gmina Czernikowo: przeszłość - religijność - tożsamość (wraz z Andrzejem Mietzem i Janem Pakulskim, 1998, ISBN 83-907223-2-1)
- Duszpasterstwo w siłach zbrojnych II Rzeczypospolitej (2000, ISBN 83-7174-657-1)
- Grudziądz w latach 1920-1939  (2008, ISBN 978-83-7611-001-1)
- Dobrzyń nad Drwęcą w okresie międzywojennym (1918-1939) (2009, ISBN 978-83-7611-254-1)